# 대한민국 해군
대한민국 해군(大韓民國 海軍, 영어: Republic of Korea Navy, ROK Navy, ROKN)은 해상작전 및 상륙작전을 수행하고, 대한민국 국군(國軍)의 병종으로 상륙작전을 주임무로 수행하는 해병대를 예하에 두고 있다.
평시에는 전쟁 억제와 해양주권 및 권익을 보호하고 국가 대외 정책을 지원하며, 전시에는 해양 통제와 군사력 투사, 해상교통로 보호를 주 역할로 하고 있다.
2023년 병력은 해병대 29,000명을 포함 총 70,000여 명이며, 전력은 수상함 163척(고속정 80여 척 포함), 잠수함 10여 척, 항공기 60여 대를 보유하고 있으며 차기 군함들을 비롯해 모든 군함들은 선체 전체에 광범위하게 스텔스 설계를 적용하고 레이더 반사율을 줄이기 위해 경사설계를 적용하고 상륙전력으로 상륙돌격장갑차와 전차 등 4종 400여 대를 보유하고 있다.

## 역사

### 해군의 체제 정립기 (1945년 ~ 1970년)

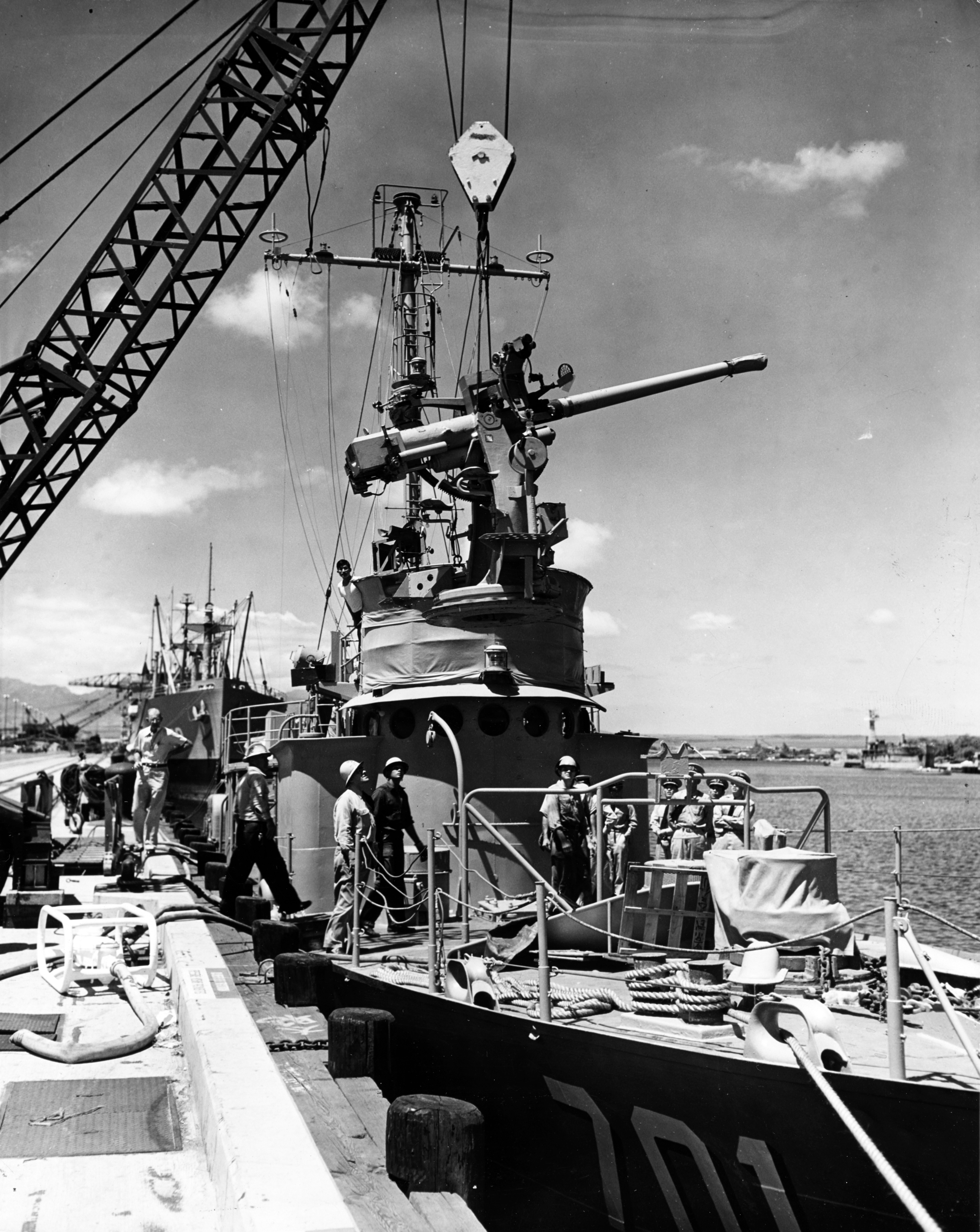
하와이에서 재취역을 위해 준비 중인 해군의 첫 전투함 백두산(PC 701)

1945년 광복 직후 손원일을 중심이 된 해사협회(海事協會, Marine Affairs Association)의 발족을 시작으로, 같은 해 11월 11일에는 해군의 모체가 된 해방병단(海防兵團, Marine Defense Group)을 결성, 이듬해 100톤 급의 함선 단 두 척을 토대로 남조선해안경비대로 개칭하여 1948년 대한민국 정부 수립과 함께 대한민국 해군으로 정식 발족하였다. 손원일 중장은 초대 해군 총참모장(지금의 참모총장)에 취임하였다. 1949년 4월 15일에는 진해 덕산비행장에서 대한민국 해병대(Republic of Korea Marine Corps)가 창설되었다.
1949년 10월 17일에는 처음으로 함포를 갖춘 600톤급 구 미국 해군 구잠함(驅潛艦) USS PC-823을 6만 달러에 구입하여 백두산함(PC 701)이라 명명하였다. 한국전쟁이 발발한 1950년 6월 25일 백두산함은 대한해협 근해에서 병력 600여명과 탄약·식량 등을 실은 북한 인민군의 무장수송선을 격침시켰다. 한국전쟁 발발 시 해군은 6,956명의 병력과 미국과 구 일본제국 해군의 함정 33척을 보유하고 있었다. 한국전쟁 중에는 미국, 영국, 네덜란드, 뉴질랜드, 오스트레일리아, 캐나다, 태국, 콜롬비아, 프랑스의 함정이 참전에 하였으며, 덴마크는 병원선을 지원하였다.
1953년 7월 27일 정전협정의 조인 이후 동년 9월 10일에는 한국함대(Commander-in-Chief Republic of Korea Fleet)를 창설하였다.
1960년 7월 30일, 경비 중이던 강원함(DE 72)이 동해 거진 앞바다에서 북한의 PBS 371호정을 격침시켰다. 1963년에는 최초로 구축함(DD 91 충무)을 미해군으로부터 도입하였다. 1964년 10월 3일에는 충남함(DE 73)이 17시간 추격 끝에 소련의 위스키급 잠수함 017함을 강제 부상 시켰다. 1967년 1월 14일 진해만에서 충남함(DE 73)이 한일호와 충돌하여 한일호가 침몰하고 승객 133명 중 96명이 익사하였다. 1967년 1월 19일에는 당포함(PCEC 56)이 동해에서 어로보호 작전 임무수행 중 북한의 해안포 사격으로 침몰하였고, 1970년 6월 5일에는 방송선 I 2정이 연평도 근해 공해상에서 어로보호활동 중 승조원 20명과 함께 납북 되었다.
1965년부터 1973년까지 베트남 전쟁 기간 중에는 수송부대인 백구부대와 해병전투부대인 청룡부대를 파병하였다.

### 연안해군 건설기(1971년 ~ 2000년)
1972년에는 미국에서 기어링급 구축함(DD 95 충북)을 도입하였고, 이후 유사 함형인 알렌 M. 섬너급 구축함과 함께 총 9척을 운용하였다. 1972년 11월에는 해군 기술진에 의해 건조된 최초의 국산 고속정 학생호의 진수식을 가졌다.
1973년 5월에는 63년에 해체된 함대항공대를 재창설하였다. 1973년 10월에는 해병대사령부가 해체되고 해군에 통합되어, 해군본부의 해병참모부로 편성되었다. 1974년 2월 경남 통영 앞바다에서 해군 예인정(YTL)이 전복해 해군과 해양경찰 훈련병 159명이 사망하였다.
1978년에는 한미연합사령부 창설과 동시에 해군구성군사령부(Combined Naval Component Command)가 창설되었다. 1986년 2월에는 한국함대와 제 1·2·3·5·6해역사령부를 작전사령부와 제 1·2·3함대로 개편하였다. 1987년 11월에는 해병부대를 통합지휘할 조직으로 해병대사령부를 재창설하였고, 1992년 12월에는 한미연합해병사령부가 창설되었다. 1993년 6월에는 해군본부가 서울에서 계룡대로 이전하였다.
1995년, 안병태 참모총장은 취임사를 통해 대양해군 건설을 주창하였다. 1996년에는 황동환 대령이 귀함별황자총통 국보 조작 사건으로 구속되었다. 1999년 11월에는 평택작전기지를 완공하여 인천의 2함대사령부가 이전하였다.

### 지역해군 ~ 대양해군 (2001년 ~ )
2006년 6월에는 부산 해군작전사령부를 완공하여 3함대사령부가 이전하였다. 2007년 11월에는 목포해역방어사령부를 해체하고 부산의 3함대사령부를 목포로 이전하였고, 12월에는 진해의 해군작전사령부를 부산 해군작전사령부로 이전하였다.
2008년 2월에는 한미연합사령부 예하에 연합해병구성군사령부(Combined Marine Component Command)가 창설되었다. 전력 증강이 매우 절실하다. 차기 군함들을 비롯해 모든 군함들은 선체 전체에 광범위하게 스텔스 설계를 적용하고 레이더 반사율을 줄이기 위해 경사설계를 적용한다.

### 주요 지휘관
- 2024년 12월 현재
  - 해병대사령관 : 중장 주일석
  - 해군작전사령관: 중장 황선우
  - 해군교육사령관: 중장 강정호
  - 해군사관학교장: 소장 김경률
  - 해군군수사령관: 소장 안상민

## 조직

항공모함 등 30여 척 함정의 계류가 가능한 부산해군작전사령부

해군은 해상작전 및 상륙작전을 주임무로 하고 이를 위하여 편성되고 장비를 갖추며 필요한 교육·훈련을 한다. 해병대에 해병대사령관을 두며, 해병대사령관은 해군참모총장의 명을 받아 해병대를 지휘·감독한다. 해군본부는 해군의 정책 및 군사력 건설의 소요(所要)제기와 해군의 편성·교육·훈련·인사·군수·동원·예비군·작전지원 그 밖에 해군의 운영에 관한 사항을 관장한다. 해군작전사령부는 해군의 작전·훈련과 군행정에 관한 사항을 관장한다. 해병대사령부는 해병대의 정책·편성·교육훈련·인사·군수·작전 그 밖에 해병대의 운영에 관한 사항을 관장한다. 해군교육사령부는 해군의 교육 훈련 및 교육발전에 관한 사항을 관장한다. 해군사관학교는 해군의 정규장교가 될 자에게 필요한 교육에 관한 사항을 관장한다. 해군군수사령부는 해군의 군수의 지원 및 관리에 관한 사항을 관장한다.
2007년 10월 기준으로, 해군의 조직은 본부 예하에 작전부대인 작전사와 해병대사, 교육부대인 교육사와 해군사관학교, 그리고 군수사 등의 군수 및 지원부대를 포함 총 11개의 직할부대를 두고 있다. 해군작전사령부(사령관: 중장)는 동·서·남해 3개 해역함대(사령관: 소장)와 직할전단, 작전지원단 등으로 구성되어 있으며 해군본부 직할부대인 진해기지사령부를 작전 지휘한다.
국방개혁 2020에 따라 잠수함전단과 항공전단이 사령부로 승격되고 방어사령부가 해체되는 대신 기동부대가 신설된다. 해군시스템사령부(NAVSEA)을 창설해야 한다.

### 기동전단
1995년 4월 제 20대 해군참모총장에 취임한 안병태 대장은 취임사에서 '대양해군 건설 준비'를 주창하였고, 2001년 김대중 대통령은 해군사관학교 졸업식 축사를 통해 해군의 '전략 기동함대' 건설을 공식화하였다. 해군은 2010년에 2월에 대양함대의 모체가 될 '기동전단'을 창설하였고, 장기적으로는 해양분쟁에 대비하고, 해상교통로 보호를 위해 3개 전단으로 구성된 함대 규모의 기동부대 전력을 목표로 하고 있다.

 이를 위해 대한민국 해군은 2015년 제주 해군기지를 건설해 기동전단이 정박할 해군기지를 건설해 운영중이다.

대한민국 해군은 2025년 2월 1일 제7기동전단을 개편 기동함대사령부를 창설했다

### 청해부대
국제 연합 안전보장이사회 결의(1373호, 1838호, 1846호, 1851호)에 근거하여 소말리아 아덴만 해역 일대에서 국제 해상 안전과 테러 대응을 위한 국제적 노력에 동참하고 선박의 안전한 활동을 지원 및 연합해군사의 해양안보작전에 참여하고 선박의 안전한 활동을 지원하기 위해 창설한 부대이다. 청해부대는 2011년 1월 21일 소말리아 해적에게 피랍된 삼호해운 소속 '삼호주얼리 호'를 구출하기 위해 작전명 '아덴 만의 여명'을 실행해 성공적으로 작전을 성공한 전과가 있다.

## 리더십
해군참모총장은 국방장관의 명을 받아 해군을 지휘·감독한다. 해병대사령관과 해군작전사령관은 국군조직법 제 9조 제 3항의 규정에 의하여 합동참모의장의 작전지휘·감독을 받는 경우를 제외하고는 해군참모총장의 명을 받아 사령부의 업무를 통할(統轄)하고, 사령부에 예속 또는 배속된 부대를 지휘·감독한다. 평시 해병대사령관과 해군작전사령관은 각각 한미연합군사령부(ROK/U.S. Combined Forces Command)의 연합해병구성군사령부(Combined Marine Component Command)와 해군구성군사령부의 구성군사령관을 맡는다. 해군교육사령관은 해군참모총장의 명을 받아 교육사령부의 업무를 통할하고, 소속부대 및 교육사령부에 배속된 부대를 지휘·감독한다. 해군사관학교장은 해군참모총장에 소속하며 교무를 통할하고 소속직원을 지휘·감독하며, 사관생도를 교육한다. 해군군수사령관은 해군참모총장의 명을 받아 군수사령부의 업무를 통할하고, 소속부대 및 군수사령부에 배속된 부대를 지휘·감독한다.

## 병력

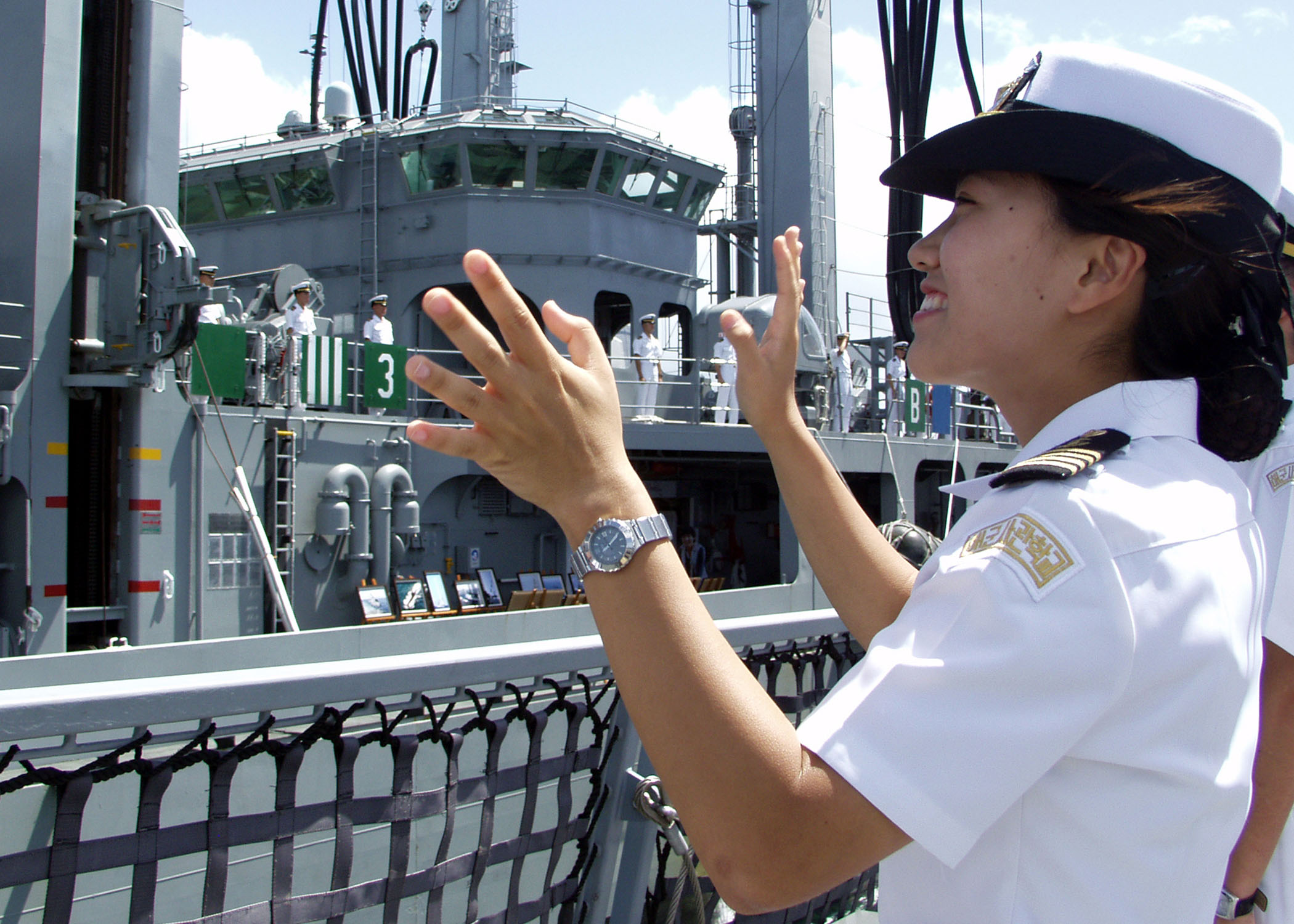
원양훈련 중인 해군사관생도

2023년 기준, 병력은 해병대 29,000명을 포함 총 70,000명이다.

### 계급
장교는 장성, 영관 및 위관으로 구분하고 장성은 원수, 대장, 중장, 소장 및 준장으로, 영관은 대령, 중령 및 소령으로, 위관은 대위, 중위 및 소위로 한다. 준사관은 준위로 한다. 부사관은 원사, 상사, 중사 및 하사로 한다. 병은 병장, 상등병, 일등병 및 이등병으로 한다.

### 병과
- 기본병과: 함정과(전투병과)[16]·항공과(전투병과)·정보통신과·병기과·보급과·시설과·조함과·재정과·정훈과·군사경찰과·보병과(전투병과)·포병과(전투병과)·기갑과(전투병과)·공병과·수송과·해병통신과·해병병기과·해병보급과·해병재정과·해병정훈과 및 해병군사경찰과
- 특수병과: 의무과(군의과, 치의과, 수의과, 의정과, 간호과), 법무과 및 군종과

## 장비

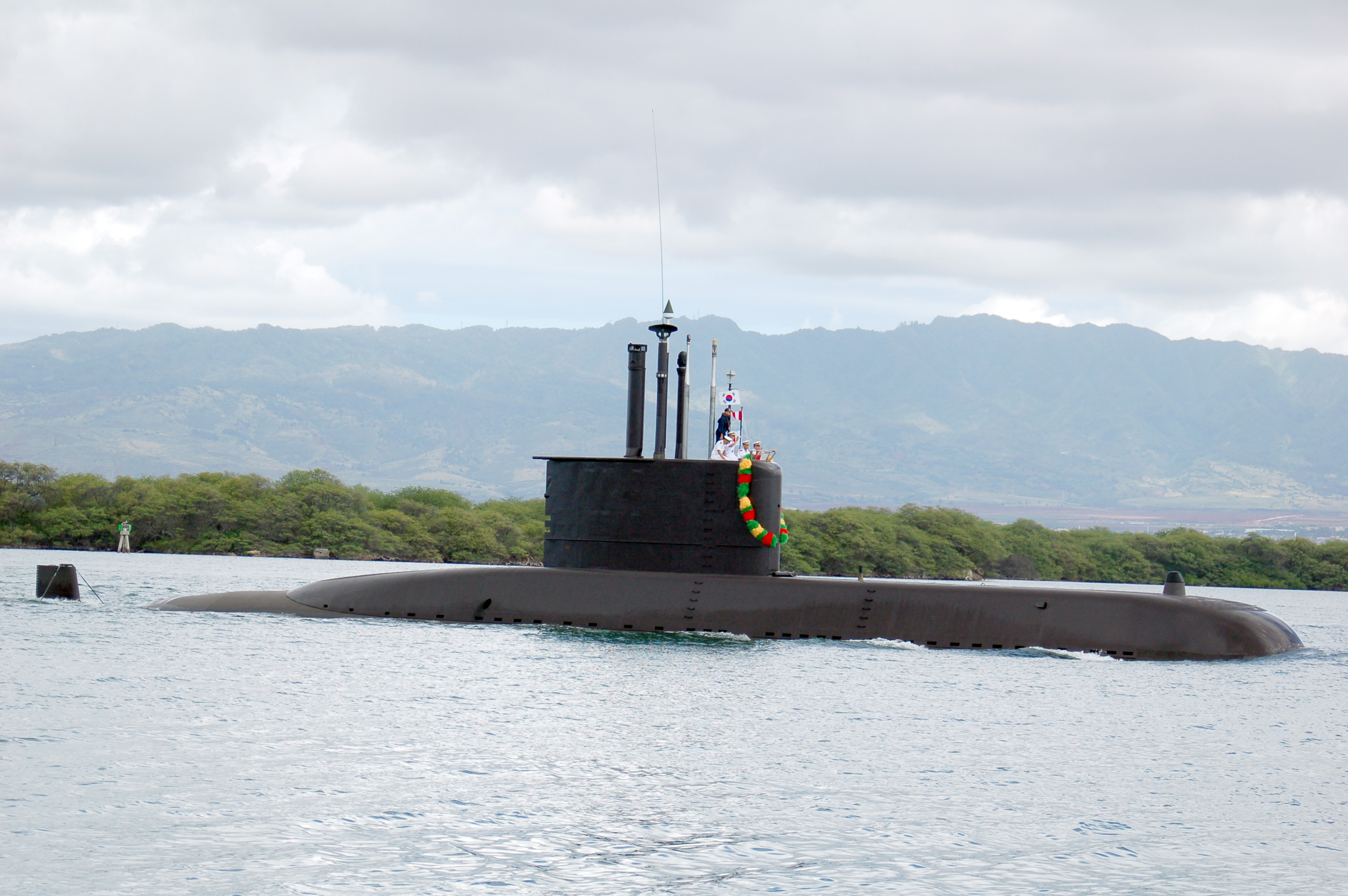
이순신함(SS 068)

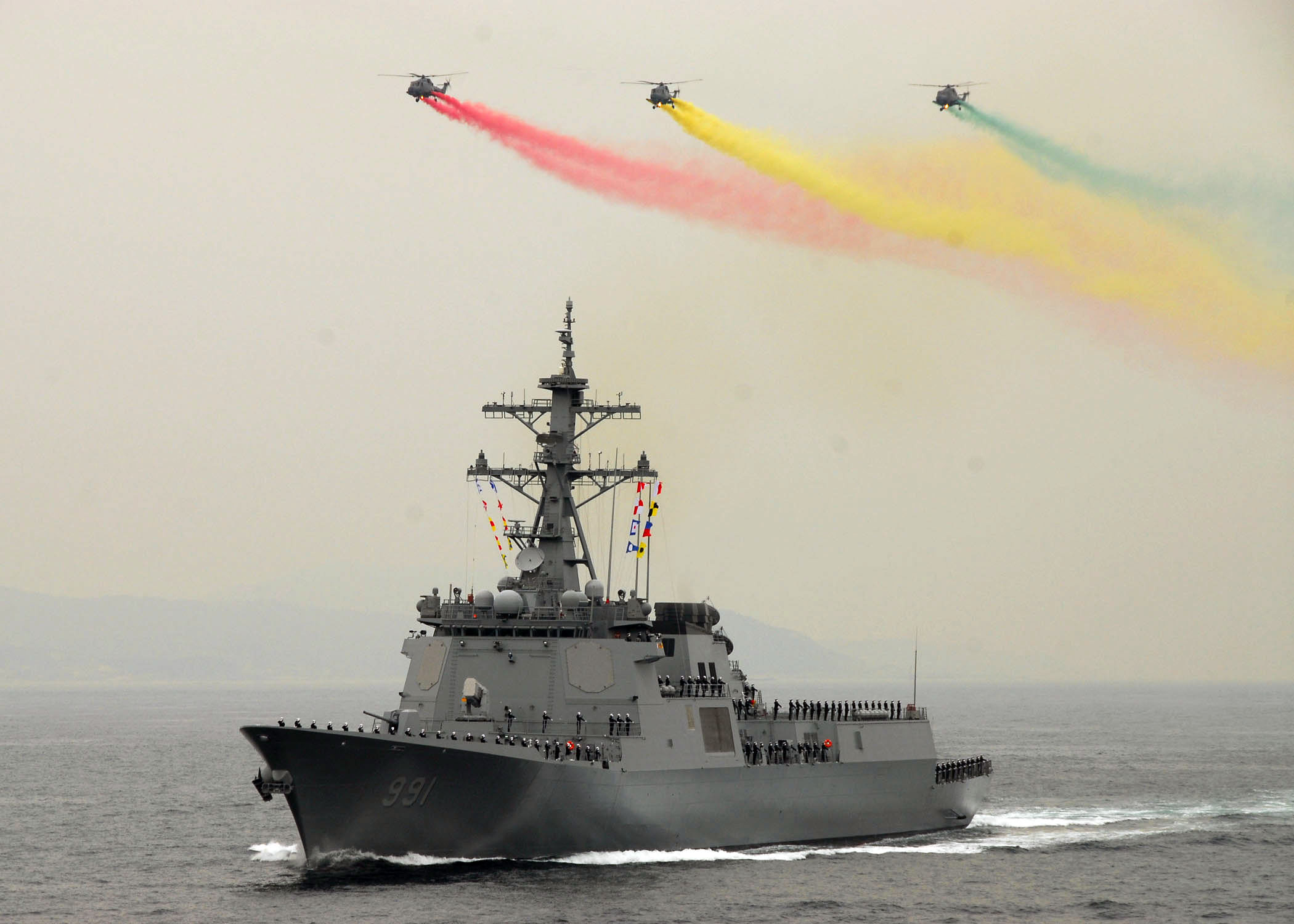
세종대왕함(DDG 991)

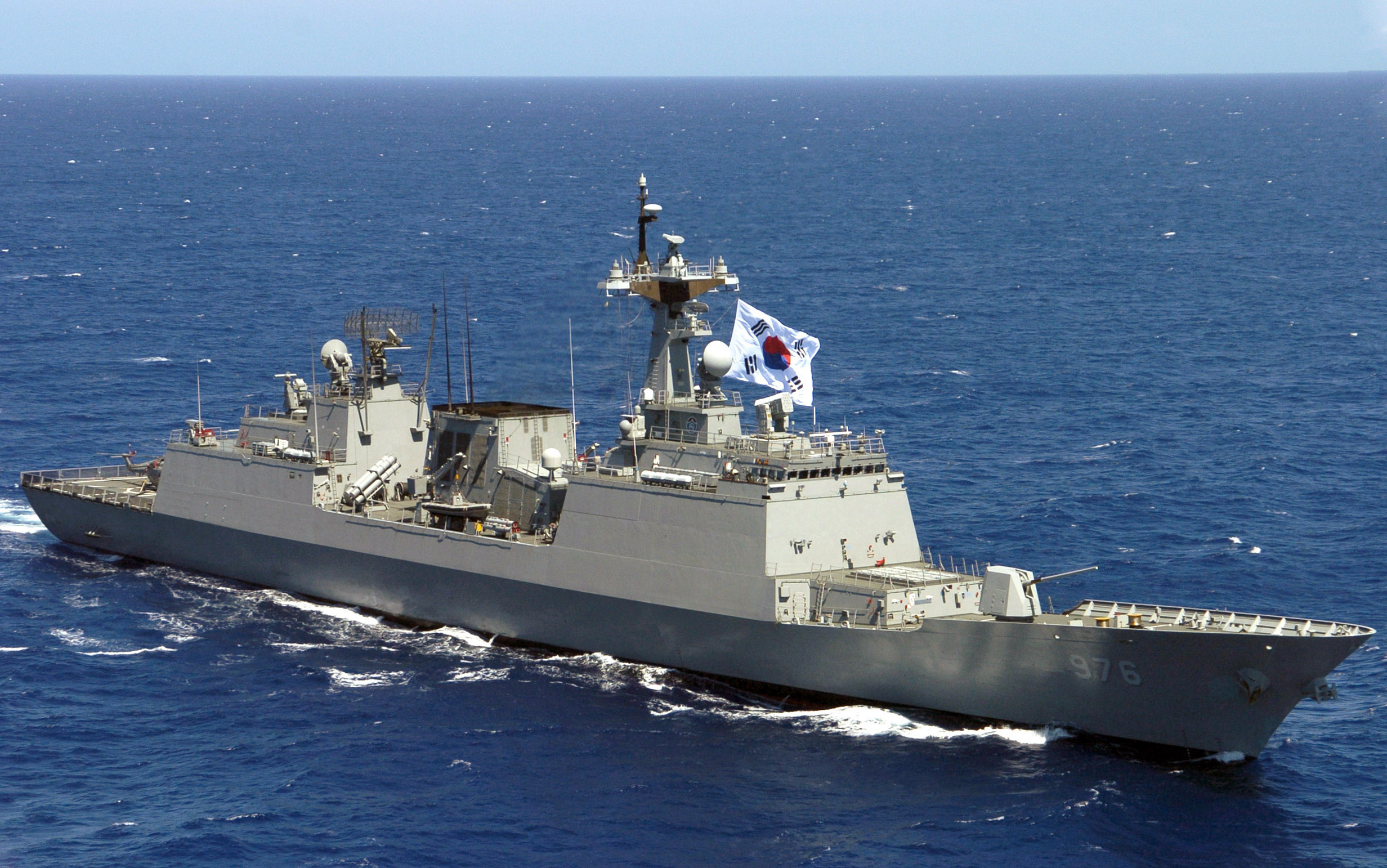
문무대왕함(DDH 976)

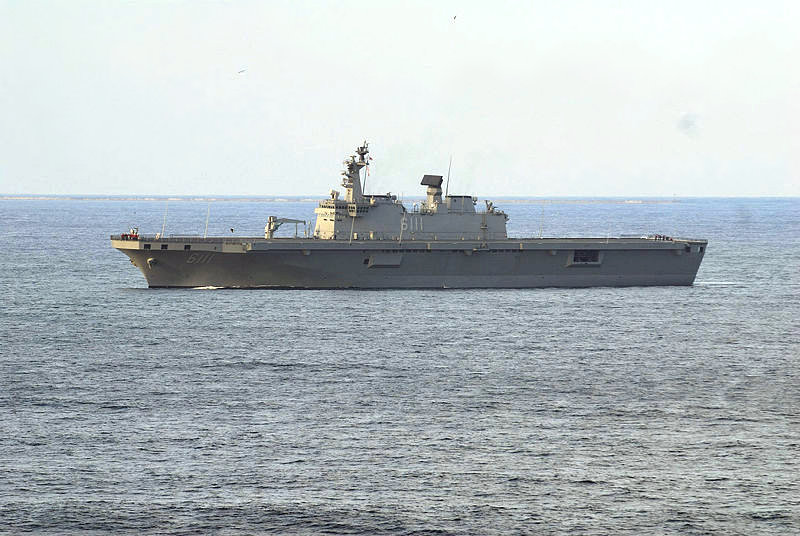
독도함(LPH 6111)

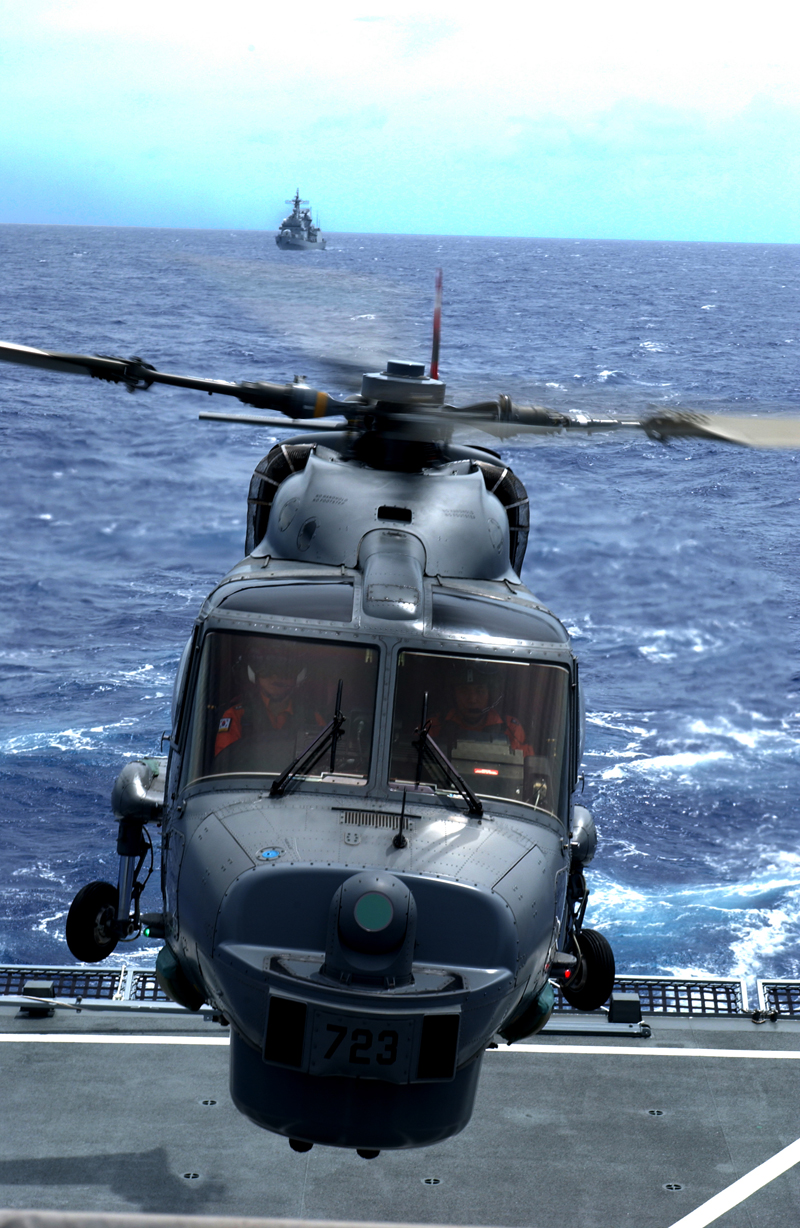
링스 해상작전헬기

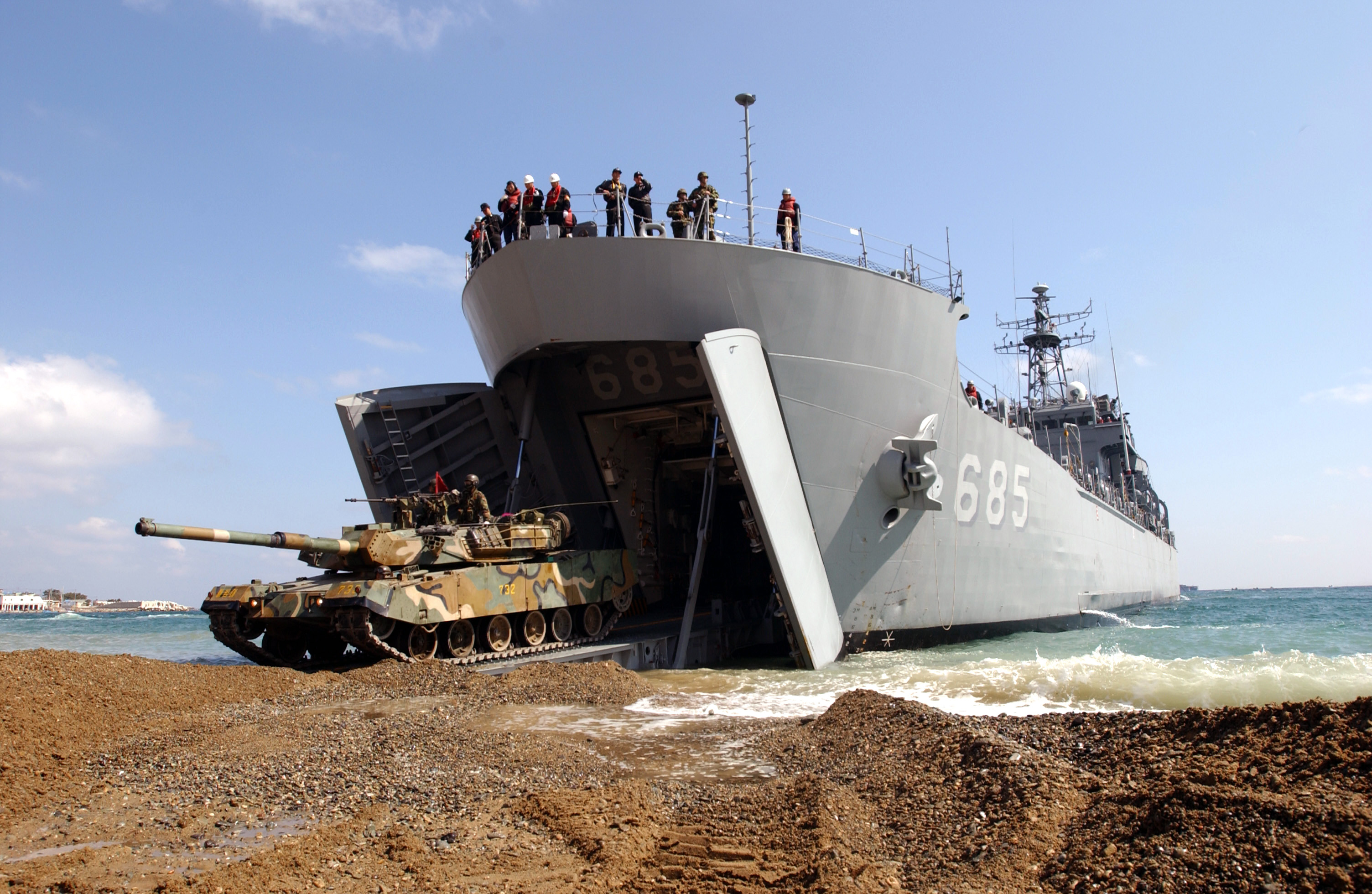
해병대 K-1 전차와 성인봉함(LST 685)

대한민국 해군은 수상함 160여 척(고속정 80여 척 포함), 잠수함 16여 척, 항공기 60여 대를 보유하고 있으며 상륙전력으로 상륙돌격장갑차와 전차 등 4종 400여 대를 보유하고 있다. 그외 항만 경비정(YUB), 헬기 이·착함 지원정(YHE), 청수정(YWS), 유조정(YO), 인원이송정(YF), 예인정(YTL), 청소정(OS), 상륙정(LCM) 등의 전투근무지원정을 350여 척 보유하고 있다.

### 함정
- 재래식 동력 잠수함(디젤 잠수함)
  - 도산안창호급 잠수함
  - 손원일급 잠수함(SS) = 214급 잠수함
  - 장보고급 잠수함(SS) = 209급 잠수함
  - 돌고래급 잠수정(SSM)[17]
- 구축함
  - 세종대왕급 구축함(DDG)
  - 충무공 이순신급 구축함(DDH)
  - 광개토대왕급 구축함(DDH)
- 호위함
  - 울산급 호위함(FF)
  - 인천급 호위함(FFG)
  - 대구급 호위함(FFG)
- 초계함
  - 포항급 초계함(PCC)
- 강습상륙함
  - 독도급 강습상륙함(LPH)
- 상륙함
  - 고준봉급 상륙함(LST)
  - 천왕봉급 상륙함(LST)
- 기뢰전함
  - 기뢰부설함
    - 원산급 기뢰부설함(MLS)
    - 남포급 기뢰부설함(MLS)

  - 소해탐색함
    - 양양급 소해탐색함(MSH)

  - 기뢰탐색함
    - 강경급 기뢰탐색함(MHC)
- 미사일 호위함
  - 윤영하급 미사일 고속함(PKG)
- 초계함정
  - 참수리급 고속정(PKM)
  - 검독수리급 스텔스 미사일 고속정(PKX-B)
- 고속상륙정
  - 솔개-II급 고속상륙정(LSF-2)
  - 무레나(Murena)급 고속상륙정(LSF)

### 전투 지원함
- 합동지휘통제함
- 민사지원함
- 탄도미사일방어(BMD) 전용함
- 소형 전투고속정 Riverine Command Boat(RCB)
- 스텔스 무인 쾌속정(CUSV)
- 전투기동정 Combat Boat
- 군수지원함
  - 천지급 군수지원함(AOE)
- 구조함
  - 청해진급 잠수함구조함(ARS)
  - 평택급 수상함 구조함(ATS)
  - 통영급 수상함 구조함(ATS)
- 잠수정 모함
  - 다도해급 잠수정모함(ASL)[18]
- 해양정보함
  - 신기원급 해양정보함(AGS)
  - 신세기급 해양정보함(AGS)[19]
- 상륙지원정
  - 물개급 상륙지원정(LCU/L)
- 예비 함정
  - 항만 경비정(YUB)
  - 헬기 이·착함 지원정(YHE)
  - 청수정(YWS)
  - 유조정(YO)
  - 인원이송정(YF)
  - 예인정(YTL)
  - 청소정(OS)
  - 상륙정(LCM)
  - 함대급유함
  - 탄약지원함
  - 음향측정함/음향수집함
  - 구난함
  - 고속 전투 지원함
  - 보급 지원함
  - 잠수함 구난함
  - 미사일 장비함
  - 훈련 지원함

### 항공기
- 고정익
  - P-3CK 해상초계기 16대
  - P-8 포세이돈 해상초계기 6기
  - 캐러반-II(Caravan-II) 지원기
  - CN-235-220M 해상초계 및 수송기 2대 - (평시 해양경찰청 소속, 전시에 이전된다.)
- 회전익
  - AW-159 해상작전헬기 - 4대 실전배치, 4대 도입예정
  - KUH-1 수리온 마린온 - 다수 도입 예정
  - 링스(Lynx) 해상작전헬기
  - 슈퍼링스(Lynx) 해상작전헬기
  - MH-60R 해상작전헬기 - 12대 도입
  - SA-316 알루엣 - 퇴역 (19.12.3)
  - UH-60P 다목적헬기
  - UH-1H 기동헬기 - 퇴역 (24.9.5)

### 기타 장비
- 상륙돌격장갑차(KAAV) - (해병대)
- K-1A1 전차 - (해병대)
- K-9 자주포 - (해병대)
- K-55A1 자주포 - (해병대)
- 미스트랄 대공 미사일 - (해군, 해병대)
- 스파이크 NLOS 미사일 - (해병대)
- M300 위그선 - (해병대)

## 같이 보기
- 대한민국 국방부(MND)
- 대한민국 국군
  -  대한민국 육군(ROKA)
  -  대한민국 공군(ROKAF)
  -  대한민국 해병대(ROKMC)
- 대한민국 해양경찰청(KCG)
- 대한민국의 병역 제도
- 대양해군
- 미국 해군
- 러시아 해군
- 영국 해군
- 독일 해군
- 프랑스 해군
- 퓨처 포스 워리어(영어판)
- 씨파워21(영어판)
- 전력 투사

## 참고 자료
- 국군조직법
- 군인사법
- 군인사법 시행령
- 해군본부 직제
- 해병대사령부 직제
- 해군작전사령부령
- 해군교육사령부령
- 사관학교설치법
- 사관학교설치법시행령
- 해군군수사령부령
- 해군항공사령부령